# Robert Patrick
Robert Hammond Patrick Jr. (Marietta, Georgia, 5 de noviembre de 1958) es un actor estadounidense de cine y televisión, ganador de Premios Saturn. Es más conocido por su papel del T-1000, el robot que cambia de forma y principal antagonista en la película Terminator 2: El juicio final, de James Cameron. Otros créditos le incluyen actuando en Cop Land, Spy Kids, The Faculty, y Los Ángeles de Charlie: Al límite, así como un papel recurrente en la serie de televisión Los Soprano. Patrick también ha actuado en series de televisión orientadas a la ciencia ficción, con papeles recurrentes en Más allá del límite y más concretamente en Expediente X, donde protagoniza, sin duda su papel más importante desde Terminator 2, el del escéptico agente John Doggett. Posteriormente Patrick interpretó al padre de Johnny Cash en la película ganadora de los Premios de la Academia en el año 2005, Walk the Line. Era uno de los actores principales de la serie de acción y drama de la CBS The Unit, cancelada en 2009.

## Biografía

### Primeras etapas de su vida
Robert Patrick, Jr., el mayor de cinco hermanos, nació en Marietta (Georgia) el 5 de noviembre de 1958, hijo de Nadine y Robert Patrick, un banquero. Pasó sus primeros años de vida en Bay Village, un pequeño suburbio de Cleveland (Ohio). Fue un atleta y futbolista en la Universidad Estatal de Bowling Green. Su hermano Richard Patrick es el cantante de la banda Filter.

### Carrera
Patrick saltó a la fama por su papel como antagonista de Arnold Schwarzenegger en la película de 1991 Terminator 2: El juicio final. Interpretaba el papel del T-1000, un imparable Terminator hecho de metal líquido al que le bastaba el contacto físico con cualquier persona para adquirir su apariencia. Su personaje luchó contra el de Schwarzenegger, esta vez "el bueno", el T-800. Una curiosidad: Robert también ha interpretado a dicho personaje en la película Wayne's World, en la que cuando un policía detiene el coche que conducían Wayne y Gart, se acerca al auto y pregunta: "¿Has visto a este chico?", enseñándole la foto de John Connor, de 10 años; y también en un breve cameo en la película Last Action Hero, también protagonizada por Schwarzenegger, en donde se le ve salir de la estación de policía.
En 2000, Patrick apareció en varios episodios de Los Soprano, interpretando a David Scatino. También llegó a ser conocido en la pequeña pantalla por su papel del Agente John Doggett, entre 2000 y 2002 en las 2 últimas temporadas de Expediente X.
En 2004 actuó en la serie Stargate Atlantis en el episodio piloto como el Coronel Marshall Sumner. Más recientemente, en el filme Walk the Line, durante 2005, y en las miniseries de TV Elvis, Robert Patrick actuó de padre de Johnny Cash y de Elvis Presley, respectivamente. Ha tenido un papel regular en The Unit, y está programado que terminará filmando Lonely Street, una comedia donde su papel es el de Mr. Aaron, una misteriosa celebridad que pensó fingir su propia muerte y no es otro que Elvis Presley. En octubre de 2006 actuó en The Marine como Rome, el villano. En el 2014 participó en Scorpion como el agente Cabe Gallo, hasta el año 2018.

### Vida personal
Patrick está casado con la actriz Barbara Patrick, que apareció con él en alguna película suya como Zero Tolerance y como Barbara Doggett en dos episodios de Expediente X. Tiene una hija llamada Austin y un hijo llamado Samuel. Casi todos los años, hace el Love Ride, un paseo de caridad en motocicleta que se celebra anualmente en el sur de California.
También es hermano de Richard Patrick, exguitarrista de Nine Inch Nails y cantante de los grupos de rock Filter y Army of Anyone.

## Filmografía

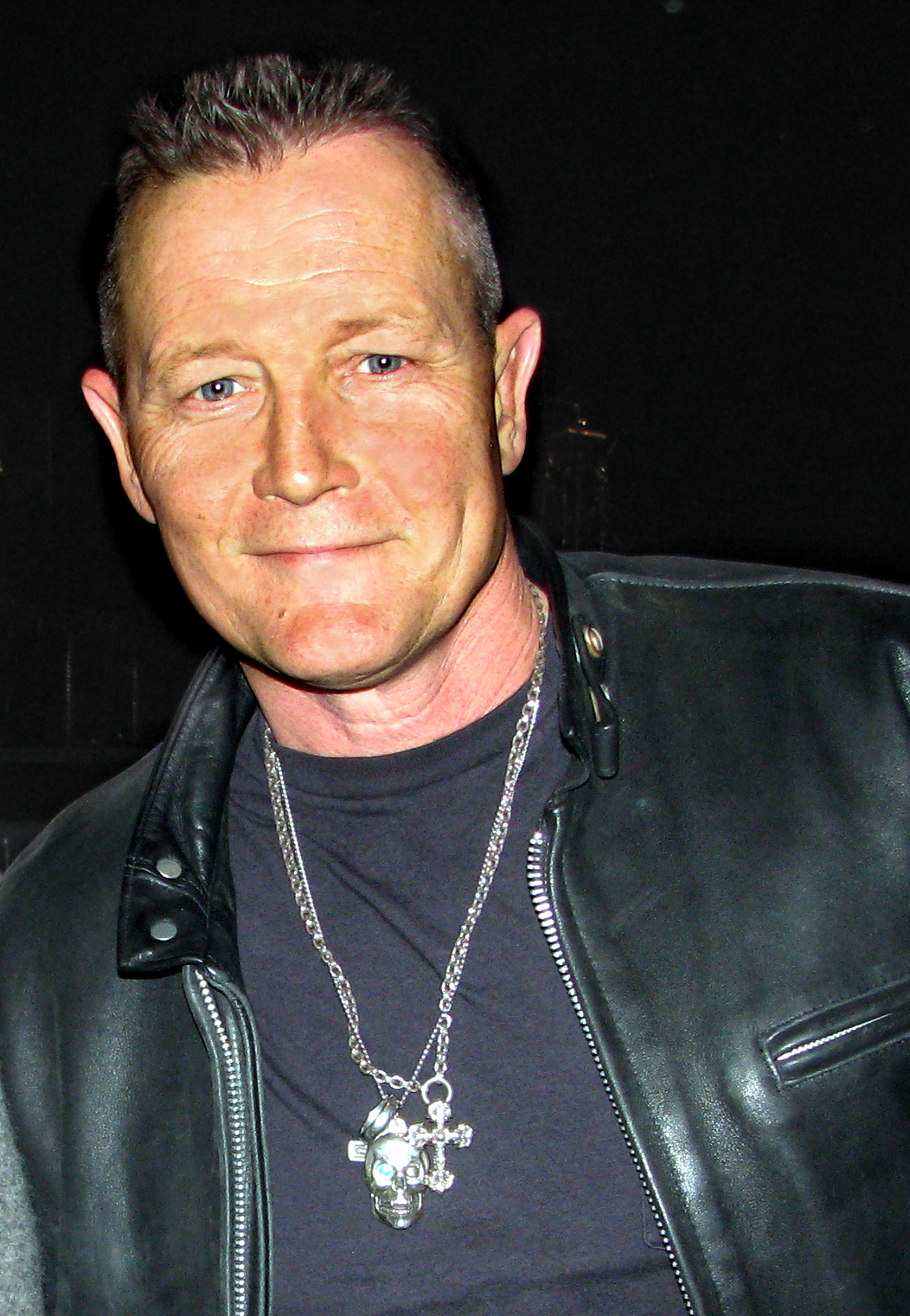
Patrick en 2007

- Eye of the Eagle (1986) - Johnny Ransom
- Equalizer 2000 (1986) - Deke
- Future Hunters (1986) - Slade
- Killer Instinct (1987) - Johnny Ransom
- Die Hard 2 (1990) - O'Reilly
- Terminator 2: El juicio final (1991) - T-1000
- Wayne's World (1992) - T-1000 (Cameo)
- Fire in the Sky (1993) - Mike Rogers
- Last Action Hero (1993) - T-1000 (Cameo)
- Double Dragon (1994) - Koga Shuko, alias Guisman
- Objects in the Rear View Mirror May Appear Closer Than They Are (1994) - El padre
- The Cool Surface (1994) - Jarvis Scott
- Zero Tolerance (1995) - Jeff Douglas
- The Dig (1995) - Comandante Boston Low (voz)
- The Outer Limits: Episodios "Quality of Mercy" y "The Light Brigade" (1996)
- T2 3-D: La Batalla a través del tiempo - T-1000
- Striptease (1996) - Darrell Grant
- Rosewood (1997) - Amante
- Cop Land (1997) - Jack Duffy
- The Vivero Letter (1998)
- The Faculty (1998) - Coach Joe Willis
- Perfect Assassins (1998) (TV) - Leo Benita
- From Dusk Till Dawn 2: Texas Blood Money (1999) - Buck
- Rogue Force (1999) - Rogue Swat Team Leader
- The Sopranos (2000) - David Scatino (Tres episodios)
- Spy Kids (2001) - Sr. Lisp
- Backflash 2: Angels Don't Sleep Here (2002) - Michael Daniels
- The X-Files (2000-2002) - John Doggett
- D-Tox (2002) - Noah
- Pavement (2002) - Samuel Brown
- Los Ángeles de Charlie: Al límite (2003) - Ray Carter
- Ladder 49 (2004) - Bombero Leonard "Lenny" Richter.
- Stargate Atlantis (2004) - Coronel Marshall Sumner (episodio piloto)
- Elvis (miniserie de CBS del año 2005) - Vernon Presley
- Lost (2005) episodio "Outlaws" - Hibbs
- Supercross (2005) - Earl Cole
- Walk the Line (2005) - Ray Cash
- Law and Order: SVU (2005) - Episodio "Demons"
- Firewall (2006) - Gary Mitchell
- The Marine (2006) - Rome
- Flags of Our Fathers (2006) - Coronel Chandler Johnson
- The Outfit (2006)
- The Unit (serie de televisión, 2006-2009) - Coronel Tom Ryan
- We Are Marshall (2006) - Rick Tolley (sin acreditar)
- Lonely Street (2006) - Sr. Aaron
- Bridge to Terabithia (2007) - Jack Aarons
- Fly Me to the Moon (2007) - Louie
- Balls of Fury (2007) - Pete Daytona
- Avatar: la leyenda de Aang (2007) - Piandao
- Hell's Kitchen: Serie de TV (2008) - Estrella Invitada
- Autopsy (2008) - Dr Benway
- Strange Wilderness (2008) - Gus Hayden
- Los hombres que miraban fijamente a las cabras (2009) - Todd Nixon
- Chuck (2009) - Coronel Keller (Temporada 3 - 1 episodio)
- Chuck (2012-2014) - Jackson Herveaux (Temporada 5 a 7)
- S.W.A.T.: Firefight (2010) - Agente Walter Hatch
- Safe House (2012)
- Trouble with the Curve (2012)
- Gangster Squad (2013) - Oficial Max Kennard
- Identity Thief (2013) - Skiptracer
- Sons of Anarchy (2014) episodio "Red Rose" - Les Packer
- From Dusk till Dawn: The Series (2014) - Jacob Fuller
- Tell (2014) - Detective Ashton
- Kill the Messenger (2014)
- Endless Love (2014)
- Scorpion (serie de TV) (2014-2018) - Agente Cabe Gallo
- Lost After Dark (2015) - Mr. C
- MacGyver (2016) - Agente
- The Poison Rose (2019) - Chief Walsh
- Honest Thief (2020) - Sam Baker
- The Walking Dead (2021) - Mays
- The Protégé (2021)
- El pacificador (2022-Act.)[1]
- Reacher (2024) - Langston